# Pakisztán a 2010. évi téli olimpiai játékokon

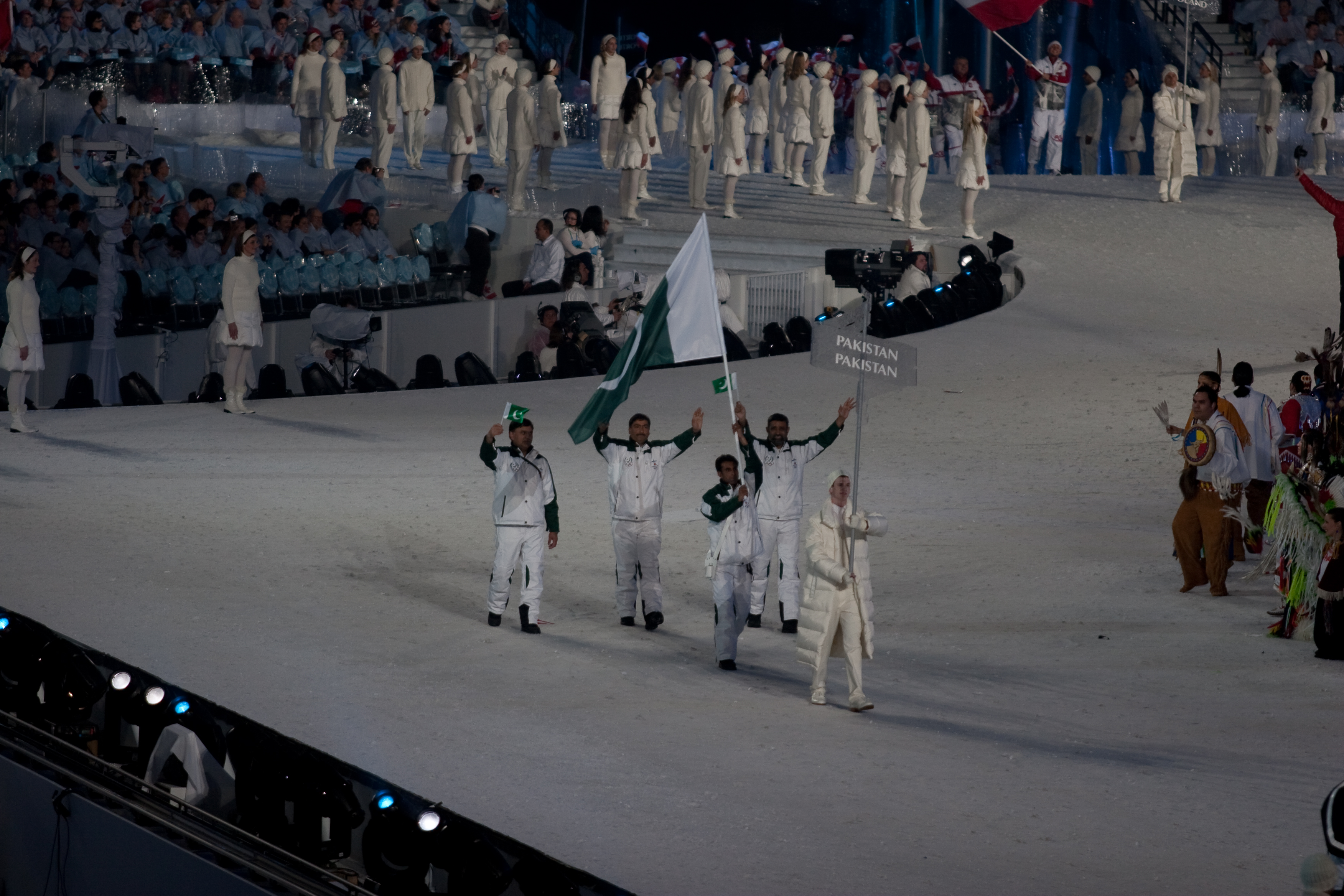
Pakisztán olimpiai küldöttsége a megnyitón

Pakisztán a kanadai Vancouverben megrendezett 2010. évi téli olimpiai játékok egyik részt vevő nemzete volt. Az országot az olimpián 1 sportágban 1 sportoló képviselte, aki érmet nem szerzett.

## Alpesisí
Férfi
| Versenyző      | Versenyszám      | 1. futam | 1. futam | 2. futam | 2. futam | Összesítés | Összesítés |
| Versenyző      | Versenyszám      | Idő      | Hely.    | Idő      | Hely.    | Idő        | Helyezés   |
| -------------- | ---------------- | -------- | -------- | -------- | -------- | ---------- | ---------- |
| Muhammad Abbas | Óriás-műlesiklás | 1:38,27  | 87.      | 1:42,31  | 79.      | 3:20,58    | 79.        |